# Der Mann aus Laramie
Der Mann aus Laramie ist ein US-amerikanischer Western von Anthony Mann aus dem Jahr 1955.

## Handlung
Will Lockhart, augenscheinlich ein Fuhrunternehmer aus Laramie, bringt eine Warenladung in das kleine Städtchen Coronado, im Südwesten der USA. Seine Kundin ist Barbara Waggoman, die den örtlichen Kaufmannsladen von ihrem kürzlich verstorbenen Vater übernommen hat. In dem Gebiet um Coronado schwelt ein Konflikt zwischen zwei Viehzüchtern, nämlich der Barb-Ranch des alten, mächtigen Alec Waggoman, dem die ganze Gegend gehört und der in Coronado das Sagen hat, und der Halbmond-Ranch von Kate Canaday, einer grauhaarigen alten Frau. Zudem scheinen die im Umland lebenden Apachen etwas im Schilde zu führen, ohne dass bisher klar ist, was sie vorhaben.
Als Lockhart außerhalb der Stadt aus einem trocken gefallenen Salzsee Salz laden will, wird er von Dave, dem charakterlich unreifen Sohn des alten Alec, und dessen Leuten daran gehindert. In einem ungleichen Kampf verliert Lockhart seinen Wagen, seine Maultiere und sein eigenes Pferd. Vic Hansbro, der Vormann der Barb-Ranch und Daves Aufpasser, kommt zu spät, um seinen Schützling noch in die Schranken weisen zu können.
Wutentbrannt kehrt Lockhart nach Coronado zurück und verprügelt bei nächster Gelegenheit Vic und Dave. Als ihm dann ein Mord in die Schuhe geschoben werden soll, landet er im Gefängnis, aus dem er erst mithilfe der alten Kate wieder freikommt. Fortan arbeitet Lockhart für Kate. Bei einem Viehtreiben wird er wieder von Dave überfallen und wehrt sich, wobei er Dave den rechten Handteller durchschießt. Als nun Daves Leute dazukommen, überwältigen sie Will, und Dave schießt dem Wehrlosen aus Rache ebenfalls durch die rechte Hand.
Nach und nach offenbart sich nun Lockharts wahre Identität: Er ist ein beurlaubter Captain der US-Armee, der seinen Bruder rächen will, der als Soldat mit elf weiteren Kameraden bei einem Überfall auf einen Armeetransport ums Leben gekommen ist. Aller Wahrscheinlichkeit nach stecken die Apachen dahinter, denen gewissenlose Waffenhändler moderne Repetiergewehre verkauft haben. Lockhart will die Hintermänner entlarven und verhindern, dass die Indianer noch weitere Waffen erhalten.
Als Dave, der hinter dem Waffenhandel steckt, die Indianer zu Hilfe holen will, erschießt ihn Vic Hansbro in Notwehr. Dieser ist selbst an den Waffengeschäften beteiligt, schreckt aber vor den Gefahren für die ortsansässigen Weißen zurück, falls die Indianer an 200 zusätzliche Repetiergewehre gelangen würden. Daves Vater Alec weiß von all dem nichts. Inzwischen ahnt Lockhart, dass er die Rätsel nur auf der Barb-Ranch entschlüsseln kann.
Der immer stärker erblindende Alec ist erschüttert durch den Tod seines Sohnes und vermutet in Will Lockhart den Mörder. Er reitet zu Kate, um Lockhart zu töten. Dies misslingt und Alec erkennt langsam, dass sein eigener Sohn in den Waffenhandel mit den Indianern verwickelt war. Er sucht jetzt in den Bergen nach einem Frachtwagen, der mit Repetiergewehren beladen ist. Unterwegs wird er von Vic, seinem Vorarbeiter, der ihn daran hindern will, einen steilen Abhang hinab gestoßen. Alec wird von Will, der in den Bergen ebenfalls nach der Wagenladung voller Waffen sucht, zufällig gefunden, überlebt schwer verletzt und kann nun seinen Retter über die wahren Umstände aufklären. Nun ist es an Lockhart, den flüchtigen Vormann zu verfolgen. Er reitet Vic in die Berge nach und kann ihn just beim versteckten Wagen stellen. Es kommt, als Vic bereits mit Rauchzeichen die Indianer zur Abholung der Waffen herbeiruft, beim Versteck des Wagens zu einem Kampf, in dessen Verlauf der Wagen mit den Gewehren vor den Augen der in der Ebene soeben herannahenden Indianer den steilen Abhang hinabstürzt und die Munition explodiert.
Lockhart bringt es schließlich doch nicht übers Herz, seinen Bruder zu rächen und den nun wehrlosen Vic zu töten, und lässt diesen davonreiten. Vic reitet auf der Flucht mitten in die Horde der ergrimmten Indianer – sie haben die nun zerstörte Waffenlieferung schon vorausbezahlt – und wird von diesen auf der Stelle getötet. Lockhart kehrt wohlbehalten auf die Barb-Ranch zurück, wo sich Alec inzwischen von der hilfsbereiten Kate umfassend betreuen lässt. Will hat nun nichts mehr in Coronado verloren und kehrt nach Laramie zurück, nicht jedoch ohne die schöne Barbara, die an ihm sichtlich Gefallen gefunden hat, zu einem baldigen Besuch eingeladen zu haben.

## Hintergrund
Der Film basiert auf der Kurzgeschichte The Man from Laramie von Thomas T. Flynn, die 1954 in der Saturday Evening Post veröffentlicht wurde und ein Jahr später auch in Buchform erschien. Gedreht wurde ausschließlich im US-amerikanischen Südwesten, in den US-Bundesstaaten New Mexico und Arizona.
Regisseur Anthony Mann drehte erstmals einen Film in CinemaScope. Es war James Stewarts und Anthony Manns fünfte und letzte Zusammenarbeit bei einem Western; die beiden drehten insgesamt acht Filme zusammen.
Das Titellied The Man From Laramie, geschrieben von Lester Lee und Ned Washington, wurde im Filmvorspann von einem Chor gesungen. Die Sänger Al Martino und Jimmy Young interpretierten den Filmsong ebenfalls. Youngs Version belegte im Oktober 1955 für vier Wochen Platz 1 der britischen Charts.

## Synchronisation
Die deutsche Synchronfassung entstand bei der Ultra-Film Synchron in Berlin.
| Rolle                                 | Darsteller      | Synchronsprecher  |
| ------------------------------------- | --------------- | ----------------- |
| Will Lockhart, Mann aus Laramie       | James Stewart   | Siegmar Schneider |
| Vic Hansboro                          | Arthur Kennedy  | Curt Ackermann    |
| Alec Waggoman                         | Donald Crisp    | Eduard Wandrey    |
| Barbara Waggoman                      | Cathy O’Donnell | Margot Leonard    |
| Kate Canaday                          | Aline MacMahon  | Eva Eras          |
| Dave Waggoman                         | Alex Nicol      | Horst Niendorf    |
| Charley O’Leary                       | Wallace Ford    | Werner Lieven     |
| Chris Boldt                           | Jack Elam       | Friedrich Joloff  |
| Sheriff Tom Quigby                    | James Millican  | Hans Wiegner      |
| Frank, indianischer Ladenangestellter | War Eagle John  | Peter Elsholtz    |
| Pater                                 | Frank De Kova   | Siegfried Niemann |
| Doktor Selden                         | Eddy Waller     | Robert Klupp      |
| Fritz                                 | Gregg Barton    | Franz Nicklisch   |
| Spud Oxton                            | Boyd Stockman   | Manfred Meurer    |

## Kritik
„Manns Western sind wie sein Hauptdarsteller: langsam, fast phlegmatisch. Man hat viel Zeit, sich umzuschauen und auch viel Platz.“

„Spannender Western, sorgfältig inszeniert und gut gespielt.“

„Ein Wildwestfilm von höherem Niveau als sonst üblich, in Darstellung und Regie bemerkenswert. Ein auch für Jugendliche ab 14 ansehbarer Unterhaltungsfilm.“